# Frans Post
Frans Jansz  Post, né le 17 novembre 1612 à Leyde et mort le 17 février 1680 à Haarlem, est un peintre néerlandais de l'école paysagiste hollandaise.

## Biographie
Il apprend probablement la peinture auprès de son père. Son frère est Pieter Post (1608-1669) l'architecte favori des princes de Nassau, qui le recommande au comte Jean-Maurice de Nassau-Siegen, gouverneur des provinces du Nord-Est brésilien. 
Il fait ainsi partie avec le peintre Albert Eckhout, de l'équipe constituée par Willem Piso, chargée de documenter les chefs-lieux hollandais de la région, sous l'angle topographique. Il est le premier Européen à réaliser sur place des paysages du Nouveau Monde de 1637 à 1644 et signera de nombreuses peintures, et participa également à la réalisation de cartes.
Il réalisa de nombreux dessins des colonies hollandaises, représentant des forts, des avant-postes militaires et des villages d'indigènes. En 1644 de retour à Haarlem, il entreprit d'illustrer les exploits de Nassau au Brésil, et disposait dans ses cartons d'une source infinie de renseignements. Il contribua, par ses peintures de paysages, de plantes, d'animaux et d'indigènes, à populariser l'attrait de ces contrées lointaines et nouvelles.

## Ses œuvres

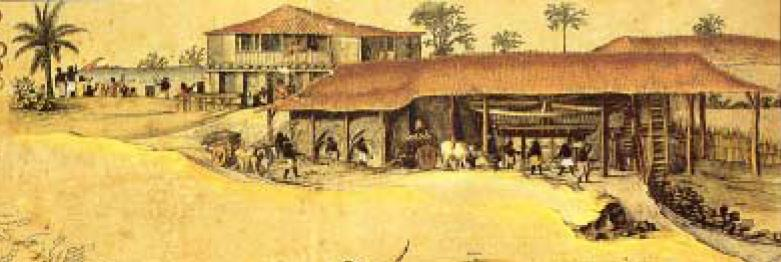
Comptoir hollandais du Pernambouc. Détail de la carte géographique de la préfecture de Pernambouc, d'après une illustration de Frans Post.

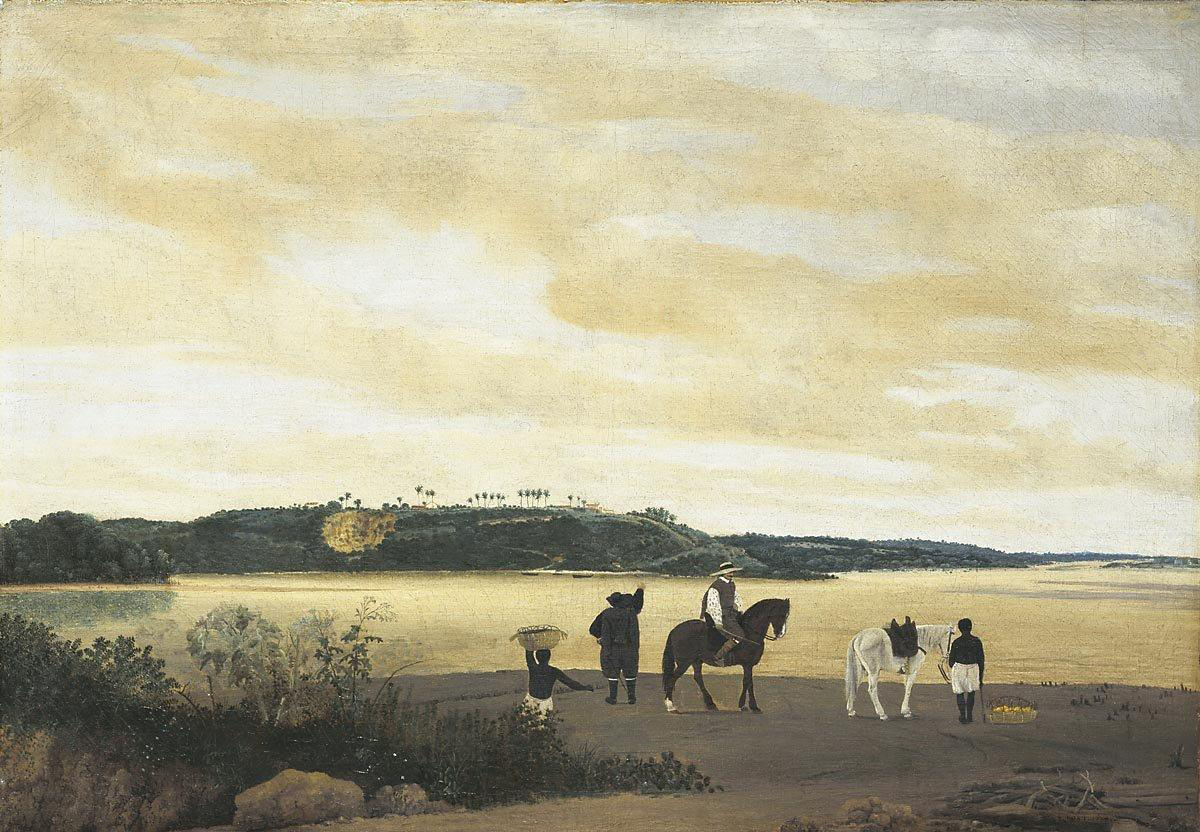
Vue de l'île d'Itamaracà au Brésil, 1637.
Mauritshuis, La Haye.

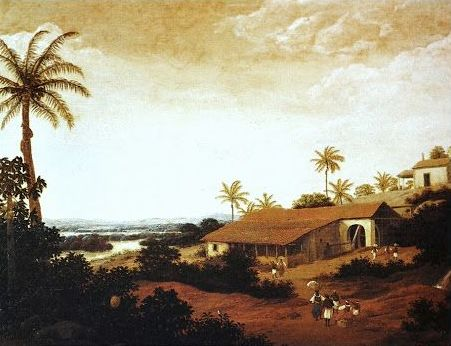
Plantation de canne à sucre avec chapelle.

Une série de 27 de ses peintures furent offertes à Louis XIV par de Nassau-Siegen auxquelles furent ajoutés ultérieurement 7 autres tableaux. Certaines pièces ont disparu et d'autres ont été vendues. Il en subsiste aujourd'hui seulement huit conservées au musée du Louvre, un au Mauritshuis de La Haye, un dans la collection Cisneros à New-York et un à l'Institut Ricardo Brennand (pt) de Recife. Pedro Corrêa do Lago, le commissaire brésilien de l'exposition de 2005 : « Frans Post (1612-1680), le Brésil à la cour de Louis XIV », réalisée par le musée du Louvre, a souligné que Frans Post n'aurait pas souffert d'un tel dédain s'il avait représenté la vallée de l'Hudson ou Long Island, dans le sillage des Hollandais installés sur l'île de Manhattan en 1626.
Une partie de ses tableaux furent peints sur place et les autres après son retour en Hollande. Il est cependant curieux de constater que sur les tableaux peints sur place, les ciels sont étrangement gris, alors que sur les tableaux peints en Europe, les ciels sont bleus et les palmiers triomphants. Ces tableaux sont des témoignages uniques de la vie des colons portugais, des paysages brésiliens, de la faune et de la flore, mais elles n'ont pas connu la même postérité que celles, plus "exotiques" de son collègue Albert Eckhout. 
- Vue d'Itamaraca, 1637, huile sur toile, 63 × 88 cm, Mauritshuis, La Haye, prêt du Rijksmuseum[4]
- Paysage brésilien, huile sur bois, 61 × 91 cm, Metropolitan Museum of Art, New York[3]
- Une habitation de planteurs près de la rivière Paraïba au Brésil, 1650-1655, huile sur toile, 104 × 130 cm, Musée du Louvre, Paris[2]
- Indiens chassant dans un paysage brésilien, 1660..., 53 × 44 cm, Collection, vente Christie's Amsterdam 7 mai 1997[5]
- Le Rio San Francisco et le fort Maurice, avec un "capivara" (gros rongeur) au premier plan, au Brésil, huile sur toile, 62 x 95 cm, 1625 - 1650, musée du Louvre[6]

## Conservation
D'autres œuvres de la main de Frans Post — 140 répertoriées au total — se trouvent dans d'autres collections :
- Frans Halsmuseum à Haarlem (Pays-Bas)
- Institut Ricardo Brennand à Recife
- Rijksmuseum à Amsterdam
- Musée National des Beaux Arts à Rio de Janeiro
- Musée Chácara do Ceu à Rio de Janeiro
- Musée Maria Luiza et Oscar Americano à São Paulo